# Tyrannus albogularis
Tyrannus albogularis là một loài chim trong họ Tyrannidae.